# Wunderino Arena
La Wunderino Arena est une salle omnisports basée à Kiel en Allemagne. Sa vocation première est d'accueillir 10 285 spectateurs pour des matchs de handball et en particulier ceux du THW Kiel, son club résident. Cette salle peut aussi accueillir 13 500 personnes pour des concerts.

## Histoire
- 17 juin 1951 : Ouverture officielle sous le nom de Ostseehalle.
- 26 février 1982 : deux matchs du Championnat du monde masculin de handball 1982 y sont joués.
- 2001 : Rénovation et agrandissement de la capacité.
- du 20 au 22 janvier 2007 : une poule du Championnat du monde masculin de handball 2007 y est jouée.
- 1er janvier 2008 : la salle est renommée Sparkassen-Arena pour des raisons de naming.
- 1er juillet 2020 : la salle est renommée Wunderino Arena pour des raisons de naming.